# Takatsukasa Sukehira
Takatsukasa Sukehira (鷹司 輔平) (né le 17 mars 1739, mort le 18 février 1813) (calendrier japonais, ère Bunka 10/1/8), est un noble de cour japonais (kugyō de l'époque d'Edo et un descendant de la famille Takatsukasa, fondée à l'origine par Konoe Iezane, qui, en tant que membre du go-sekke, est considérée comme digne de pourvoir des régents pour les empereurs japonais.
Son père biologique est le Kan'in-no-miya Naohito-shinnō (1704-1753) dont il est le benjamin. Après une première adoption par Ichijō Kaneka, il est adopté par Takatsukasa Mototeru qui en fait son héritier.
Il commence sa carrière à la cour comme précepteur du prince impérial, en 1756 il est nommé naidaijin, en 1759 et de nouveau en 1778 udaijin (« Ministre de droite »), de 1787 à 1791, régent kanpaku de l'empereur Kōkaku puis enfin Sadaijin (« Ministre de gauche »). Il prend la tonsure en 1791.
Sukehira a onze enfants dont dix survivent. Deux de ses filles sont dames d'honneur à la cour et quatre de ses fils occupent des fonctions importantes dans des temples bouddhistes : Ryūhan (隆範; 1773–1829) occupe le poste de bettō au temple Kōfuku-ji, Kakuson (覚尊; 1784–1832) également au temple Tōdai-ji, Kōen (1773–1848) ainsi qu'Enshō (圓祥; 1788–1837) est daissoshō hōin. Son benjamin est adopté par la famille Tokuda (1790–1858; 徳大寺実堅). Une de ses filles épouse Date Narimura, huitième daimyō du domaine de Sendai dans la province de Mutsu.
Takatsukasa Masahiro est le fils qu'il a d'une fille de Mori Shigetaka, le huitième daimyo du domaine de Chōshū.

## Sources
- Berend Wispelwey (Hrsg.): Japanese Biographical Archive. Fiche 384, K.G. Saur, Munich 2007,  (ISBN 3-598-34014-1)
- (ja) Takatsukasa Sukehira

## Source de la traduction
- (en) Cet article est partiellement ou en totalité issu de l’article de Wikipédia en anglais intitulé « Takatsukasa Sukehira » (voir la liste des auteurs).